# Tajemnica IZBY
Tajemnica IZBY (ang. The Secret of NIMH) – amerykański film animowany z 1982 roku w reżyserii Dona Blutha na podstawie powieści Roberta C. Briena.
Otrzymał pozytywne recenzje; serwis Rotten Tomatoes przyznał mu wynik 96%.

## Opis fabuły
Film opisuje przygody myszy pani Potulnej, wdowy po Jonathanie, który pomógł uciec szczurom z laboratorium NIMH. Pani Brisby musi uratować swojego synka Tymoteusza, chorującego na zapalenie płuc. Pomóc mogą jej jedynie szczury.

## Dystrybucja VHS
Film został wydany w Polsce na kasecie VHS z polskim lektorem.
- Dystrybucja: ITI Home Video[2]
- Lektor: Janusz Szydłowski

## Wersja polska
Opracowanie: Telewizyjne Studia Dźwięku

Reżyseria: Stanisław Pieniak

Dialogi: Marzena Kamińska

Tłumaczenie: Magdalena Lipska

Realizacja dźwięku: Jerzy Rogowiec

Montaż: Elżbieta Joel

Kierownik produkcji: Ala Siejko

Teksty piosenek: Andrzej Brzeski

Opracowanie muzyczne: Eugeniusz Majchrzak

W wersji polskiej udział biorą:
- Grażyna Barszczewska – pani Potulna
- Joanna Jędryka – Ciocia Jędza
- Jarosław Boberek – Gawron
- Jacek Bończyk −
  - Marcel,
  - Joker
- Włodzimierz Press – Profesor
- Dariusz Odija – Farmer Paul Fitzgibbons
- Ryszard Olesiński
- Cezary Kwieciński – Justus
- Monika Wierzbicka
- Iwona Rulewicz – Beth Fitzgibbon

Lektor: Jacek Bończyk